# Phek (huyện)
Huyện Phek là một huyện thuộc bang Nagaland, Ấn Độ. Thủ phủ huyện Phek đóng ở Phek. Huyện Phek có diện tích 2026 ki lô mét vuông. Đến thời điểm năm 2001, huyện Phek có dân số 148246 người.